# Сарнувек (Лодзинське воєводство)
Сарнувек (пол. Sarnówek) — село в Польщі, у гміні Далікув Поддембицького повіту Лодзинського воєводства.
Населення — 164 особи (2011).
У 1975-1998 роках село належало до Серадзького воєводства.

## Демографія
Демографічна структура станом на 31 березня 2011 року:
|          | Загалом | Допрацездатний вік | Працездатний вік | Постпрацездатний вік |
| -------- | ------- | ------------------ | ---------------- | -------------------- |
| Чоловіки | 78      | 10                 | 56               | 12                   |
| Жінки    | 86      | 13                 | 53               | 20                   |
| Разом    | 164     | 23                 | 109              | 32                   |